# Malmiana scorpii
Malmiana scorpii är en ringmaskart som först beskrevs av Malm 1863.  Malmiana scorpii ingår i släktet Malmiana och familjen fiskiglar. Arten har ej påträffats i Sverige. Inga underarter finns listade i Catalogue of Life.